# 世界一ちっちゃな水族館
世界一ちっちゃな水族館（せかいいちちっちゃなすいぞくかん）は、千葉県銚子市潮見町の銚子海洋研究所社屋内にある水族館。

## 概要
2018年（平成30年）1月末に閉館した犬吠埼マリンパークの元飼育課長である宮内幸雄が、悪天候の日にも銚子で楽しめる場所がほしいとの思いから、2019年（平成31年）に所長を務める銚子海洋研究所（銚子沖でイルカやクジラを観察するクルーズ船を運航している会社）の事務所内に開業した。令和時代の始まりと同時に本格開館し、「銚子の海に親しみを持ってもらえる遊び場にしたい」と意気込む。
約40平方メートル（19坪）のスペースにて約30種類の海の生き物を展示し、ツチクジラの頭部の骨格標本も置いている。また、スペース中央にはふれあいコーナー（体験コーナー）があり、アメフラシやナマコなどに触れ合うことができる。

## 沿革
- 2019年（平成31年）4月25日：世界一ちっちゃな水族館プレオープン。
- 2019年（令和元年）5月1日：グランドオープン。

## 主な飼育生物
館内水槽
- クラゲ
  - アンドンクラゲ
  - ミズクラゲ
  - スナイロクラゲ
  - ギヤマンクラゲ
- ウミウシ
- ウメボシイソギンチャク
- カニ
- カラスボヤ
- スジエビ
- タツノオトシゴ
- ユムシ

ふれあいコーナー
- アメフラシ
- イトマキヒトデ
- ナマコ
- ムラサキウニ

## 利用情報

### 営業時間
- 5月1日 - 10月31日：9:00 - 17:00
- 11月1日 - 3月31日：10:00 - 16:00
- 不定休

### 入館料
- 大人（中学生以上）：300円
- 小学生：200円
- 幼児：無料

## 周辺
- 銚子ドーバーライン（千葉県道286号愛宕山公園線）
- 屏風ケ浦
- 千葉科学大学
- 地球が丸く見える展望館
- 名洗港・銚子マリーナ
- 銚子マリーナ海水浴場
- 長崎海水浴場
- 犬岩・千騎ヶ岩

## アクセス
- 鉄道
  - 銚子電鉄 外川駅より、徒歩約30分。
- バス
  - JR東日本・銚子電鉄 銚子駅より、千葉交通バス（大学マリーナ前行）終点下車、徒歩約2分。
- 自動車
  - 最寄りのインターチェンジ
    - 銚子連絡道路 松尾横芝インターチェンジ。
    - 東関東自動車道 佐原香取インターチェンジ。

  - 一般道路
    - 千葉県道254号銚子公園線。
    - 千葉県道286号愛宕山公園線（銚子ドーバーライン）。

  - 駐車場
    - 犬吠埼灯台駐車場（無料）